# スコット・ルーディン
スコット・ルーディン（Scott Rudin、1958年7月14日 - ）は、アメリカ合衆国の演劇、映画プロデューサーである。

## 来歴
ニューヨークで生まれ育った。史上16人しかいないエミー賞、グラミー賞、アカデミー賞、トニー賞の4賞受賞者である。親戚に森泉がいる。

## 主なフィルモグラフィ

### 製作
- ステップフォード・タウンの謎 Revenge of the Stepford Wives（1980年）テレビ映画
- 燃えつきるまで Mrs. Soffel（1984年）
- パシフィック・ハイツ Pacific Heights（1990年）
- 心の旅 Regarding Henry（1991年）
- アダムス・ファミリー The Addams Family（1991年）
- ホワイト・サンズ White Sands（1992年）
- ザ・ファーム 法律事務所 The Firm（1993年）
- 天使にラブ・ソングを2 Sister Act 2: Back in the Habit（1993年）
- アダムス・ファミリー2 Addams Family Values（1993年）
- ボビー・フィッシャーを探して Searching for Bobby Fischer（1993年）
- ノーバディーズ・フール Nobody's Fool（1994年）
- クルーレス Clueless（1995年）
- サブリナ Sabrina（1995年）
- ファースト・ワイフ・クラブ The First Wives Club（1996年）
- マイ・ルーム Marvin's Room（1996年）
- 身代金 Ransom（1996年）
- トワイライト 葬られた過去 Twilight（1998年）
- トゥルーマン・ショー The Truman Show（1998年）
- 救命士 Bringing Out the Dead（1999年）
- アンジェラの灰 Angela's Ashes（1999年）
- スリーピー・ホロウ Sleepy Hollow（1999年）
- シャフト Shaft（2000年）
- ズーランダー Zoolander（2001年）
- ザ・ロイヤル・テネンバウムズ The Royal Tenenbaums（2001年）
- アイリス Iris（2001年）
- チェンジング・レーン Changing Lanes（2002年）
- めぐりあう時間たち The Hours（2002年）
- スクール・オブ・ロック School of Rock（2003年）
- クローサー Closer（2004年）
- ステップフォード・ワイフ The Stepford Wives（2004年）
- ヴィレッジ The Village（2004年）
- ハッカビーズ I ♥ Huckabees（2004年）
- クライシス・オブ・アメリカ The Manchurian Candidate（2004年）
- ライフ・アクアティック The Life Aquatic with Steve Zissou（2005年）
- 恋するレシピ 〜理想のオトコの作り方〜 Failure to Launch（2006年）
- フリーダムランド Freedomland（2006年）
- ノーカントリー No Country for Old Men（2007年） - 第80回アカデミー賞作品賞受賞
- ダージリン急行 The Darjeeling Limited（2007年）
- ダウト〜あるカトリック学校で〜 Doubt（2008年）
- ストップ・ロス/戦火の逃亡者 Stop-Loss（2008年）
- 恋するベーカリー It's Complicated（2009年）
- ファンタスティック Mr.FOX Fantastic Mr. Fox（2009年）
- ベン・スティラー 人生は最悪だ! Greenberg（2010年）
- ソーシャル・ネットワーク The Social Network（2010年）
- トゥルー・グリット True Grit（2010年）
- ドラゴン・タトゥーの女 The Girl with the Dragon Tattoo（2011年）
- ムーンライズ・キングダム Moonrise Kingdom（2012年）
- キャプテン・フィリップス Captain Phillips（2013年）
- インサイド・ルーウィン・デイヴィス 名もなき男の歌 Inside Llewyn Davis（2013年）
- グランド・ブダペスト・ホテル The Grand Budapest Hotel（2014年）
- トップ・ファイブ Top Five（2014年）
- ヤング・アダルト・ニューヨーク While We're Young（2014年）
- スティーブ・ジョブズ Steve Jobs（2015年）
- ミストレス・アメリカ Mistress America（2015年）
- フェンス Fences（2016年）
- レディ・バード Lady Bird（2017年）
- マイヤーウィッツ家の人々 (改訂版) The Meyerowitz Stories (New and Selected)（2017年）
- 犬ヶ島 Isle of Dogs（2018年）
- 父さんはオジロジカ・ハンター The Legacy of a Whitetail Deer Hunter （2018年）
- 7月22日 22 July（2018年）
- Mid90s ミッドナインティーズ Mid90s（2018年）
- アンカット・ダイヤモンド Uncut Gems（2019年）

### 製作総指揮
- 天使にラブ・ソングを… Sister Act（1992年）
- ジェニファー8 Jennifer Eight（1992年）
- サウスパーク/無修正映画版 South Park: Bigger, Longer & Uncut（1999年）
- 英雄の条件 Rules of Engagement（2000年）
- レモニー・スニケットの世にも不幸せな物語 Lemony Snicket's A Series of Unfortunate Events（2004年）
- チーム★アメリカ/ワールドポリス Team America: World Police（2004年）
- クィーン The Queen（2006年）
- ゼア・ウィル・ビー・ブラッド There Will Be Blood（2007年）
- ブーリン家の姉妹 The Other Boleyn Girl（2008年）
- ジュリー&ジュリア Julie & Julia（2009年）
- ウェイバック -脱出6500km- The Way Back（2010年）
- マネーボール Moneyball（2011年）
- ニュースルーム The Newsroom（2012年 - 継続中）テレビシリーズ
- アナイアレイション -全滅領域- Annihilation（2018年）
- 別世界からのメッセージ Dispatches from Elsewhere（2020年）テレビシリーズ
- フレンチ・ディスパッチ ザ・リバティ、カンザス・イヴニング・サン別冊 The French Dispatch（2021年）